# Grand Prix Niemiec 2011
Grand Prix Niemiec 2011 – dziesiąta runda Mistrzostw Świata Formuły 1 w sezonie 2011.

## Lista startowa
Na niebieskim tle kierowcy biorący udział jedynie w piątkowych treningach
| Nr | Kierowca           | Zespół                       | Samochód            | Silnik               | Opony |
| -- | ------------------ | ---------------------------- | ------------------- | -------------------- | ----- |
| 1  | Sebastian Vettel   | Red Bull Racing              | Red Bull RB7        | Renault RS27-2011    | P     |
| 2  | Mark Webber        | Red Bull Racing              | Red Bull RB7        | Renault RS27-2011    | P     |
| 3  | Lewis Hamilton     | Vodafone McLaren Mercedes    | McLaren MP4-26      | Mercedes-Benz FO108Y | P     |
| 4  | Jenson Button      | Vodafone McLaren Mercedes    | McLaren MP4-26      | Mercedes-Benz FO108Y | P     |
| 5  | Fernando Alonso    | Scuderia Marlboro Ferrari    | Ferrari 150° Italia | Ferrari 056          | P     |
| 6  | Felipe Massa       | Scuderia Marlboro Ferrari    | Ferrari 150° Italia | Ferrari 056          | P     |
| 7  | Michael Schumacher | Mercedes GP Petronas F1 Team | Mercedes MGP W02    | Mercedes-Benz FO108Y | P     |
| 8  | Nico Rosberg       | Mercedes GP Petronas F1 Team | Mercedes MGP W02    | Mercedes-Benz FO108Y | P     |
| 9  | Nick Heidfeld      | Lotus Renault GP Team        | Renault R31         | Renault RS27-2011    | P     |
| 10 | Witalij Pietrow    | Lotus Renault GP Team        | Renault R31         | Renault RS27-2011    | P     |
| 11 | Rubens Barrichello | AT&T WilliamsF1 Team         | Williams FW33       | Cosworth CA2011      | P     |
| 12 | Pastor Maldonado   | AT&T WilliamsF1 Team         | Williams FW33       | Cosworth CA2011      | P     |
| 14 | Adrian Sutil       | Force India Formula One Team | Force India VJM04   | Mercedes-Benz FO108Y | P     |
| 15 | Paul di Resta      | Force India Formula One Team | Force India VJM04   | Mercedes-Benz FO108Y | P     |
| 15 | Nico Hülkenberg    | Force India Formula One Team | Force India VJM04   | Mercedes-Benz FO108Y | P     |
| 16 | Kamui Kobayashi    | Sauber F1 Team               | Sauber C30          | Ferrari 056          | P     |
| 17 | Sergio Pérez       | Sauber F1 Team               | Sauber C30          | Ferrari 056          | P     |
| 18 | Sébastien Buemi    | Scuderia Toro Rosso          | Toro Rosso STR6     | Ferrari 056          | P     |
| 19 | Jaime Alguersuari  | Scuderia Toro Rosso          | Toro Rosso STR6     | Ferrari 056          | P     |
| 20 | Heikki Kovalainen  | Team Lotus                   | Lotus T128          | Renault RS27-2011    | P     |
| 21 | Karun Chandhok     | Team Lotus                   | Lotus T128          | Renault RS27-2011    | P     |
| 22 | Daniel Ricciardo   | HRT F1 Team                  | Hispania F111       | Cosworth CA2011      | P     |
| 23 | Vitantonio Liuzzi  | HRT F1 Team                  | Hispania F111       | Cosworth CA2011      | P     |
| 23 | Narain Karthikeyan | HRT F1 Team                  | Hispania F111       | Cosworth CA2011      | P     |
| 24 | Timo Glock         | Marussia Virgin Racing       | Virgin MVR-02       | Cosworth CA2011      | P     |
| 25 | Jérôme d’Ambrosio  | Marussia Virgin Racing       | Virgin MVR-02       | Cosworth CA2011      | P     |
| Nr | Kierowca           | Zespół                       | Samochód            | Silnik               | Opony |

## Wyniki

### Sesje treningowe
| Sesja | Nr | Kierowca         | Konstruktor      | Czas     | Okr. |
| ----- | -- | ---------------- | ---------------- | -------- | ---- |
| 1     | 5  | Fernando Alonso  | Ferrari          | 1:31,894 | 30   |
| 2     | 2  | Mark Webber      | Red Bull-Renault | 1:31,711 | 34   |
| 3     | 1  | Sebastian Vettel | Red Bull-Renault | 1:30,916 | 15   |

### Kwalifikacje
Źródło: Wyprzedź Mnie!
| Poz. | Nr | Kierowca           | Konstruktor          | Q1       | Q2       | Q3       | Poz. s. |
| --- | --- | ------------------ | -------------------- | -------- | -------- | -------- | ------- |
| 1 | 2 | Mark Webber        | Red Bull-Renault     | 1:33,096 | 1:31,311 | 1:30,079 | 1       |
| 2 | 3 | Lewis Hamilton     | McLaren-Mercedes     | 1:32,934 | 1:30,998 | 1:30,134 | 2       |
| 3 | 1 | Sebastian Vettel   | Red Bull-Renault     | 1:32,973 | 1:31,017 | 1:30,216 | 3       |
| 4 | 5 | Fernando Alonso    | Ferrari              | 1:32,916 | 1:31,150 | 1:30,442 | 4       |
| 5 | 6 | Felipe Massa       | Ferrari              | 1:31,826 | 1:31,582 | 1:30,910 | 5       |
| 6 | 8 | Nico Rosberg       | Mercedes             | 1:32,785 | 1:31,343 | 1:31,263 | 6       |
| 7 | 4 | Jenson Button      | McLaren-Mercedes     | 1:33,224 | 1:31,532 | 1:31,288 | 7       |
| 8 | 14 | Adrian Sutil       | Force India-Mercedes | 1:32,286 | 1:31,809 | 1:32,010 | 8       |
| 9 | 10 | Witalij Pietrow    | Renault              | 1:33,187 | 1:31,985 | 1:32,187 | 9       |
| 10 | 7 | Michael Schumacher | Mercedes             | 1:33,658 | 1:32,180 | 1:32,482 | 10      |
| 11 | 9 | Nick Heidfeld      | Renault              | 1:32,603 | 1:32,215 | –        | 11      |
| 12 | 15 | Paul di Resta      | Force India-Mercedes | 1:32,505 | 1:32,560 | –        | 12      |
| 13 | 12 | Pastor Maldonado   | Williams-Cosworth    | 1:32,651 | 1:32,635 | –        | 13      |
| 14 | 11 | Rubens Barrichello | Williams-Cosworth    | 1:33,003 | 1:33,043 | –        | 14      |
| 15 | 17 | Sergio Pérez       | Sauber-Ferrari       | 1:33,664 | 1:33,176 | –        | 15      |
| 16 | 18 | Sébastien Buemi    | Toro Rosso-Ferrari   | 1:33,295 | 1:33,546 | –        | 24      |
| 17 | 19 | Jaime Alguersuari  | Toro Rosso-Ferrari   | 1:33,635 | 1:33,698 | –        | 16      |
| 18 | 16 | Kamui Kobayashi    | Sauber-Ferrari       | 1:33,786 | –        | –        | 17      |
| 19 | 20 | Heikki Kovalainen  | Lotus-Renault        | 1:35,599 | –        | –        | 18      |
| 20 | 24 | Timo Glock         | Virgin-Cosworth      | 1:36,400 | –        | –        | 19      |
| 21 | 21 | Karun Chandhok     | Lotus-Renault        | 1:36,422 | –        | –        | 20      |
| 22 | 25 | Jérôme d’Ambrosio  | Virgin-Cosworth      | 1:36,641 | –        | –        | 21      |
| 23 | 23 | Vitantonio Liuzzi  | HRT-Cosworth         | 1:37,011 | –        | –        | 23      |
| 24 | 22 | Daniel Ricciardo   | HRT-Cosworth         | 1:37,036 | –        | –        | 22      |
| Poz. | Nr | Kierowca           | Konstruktor          | Q1       | Q2       | Q3       | Poz. s. |
| \| Legenda \| Legenda \| \| ------------------------ \| ---------------------------------------------------------------------------------------------------------------------------------------------------------------------------------------------------------------------------------------------------------------- \| \| Poz. Nr Q1 Q2 Q3 Poz. s. \| Pozycja zajęta w sesji kwalifikacyjnej Numer startowy kierowcy Wynik uzyskany w pierwszej części kwalifikacji Wynik uzyskany w drugiej części kwalifikacji Wynik uzyskany w trzeciej części kwalifikacji Pozycja startowa po uwzględnięniu kar, przesunięć, itp. \| | |                    |                      |          |          |          |         |
| Legenda | |                    |                      |          |          |          |         |
| Poz. Nr Q1 Q2 Q3 Poz. s. | Pozycja zajęta w sesji kwalifikacyjnej Numer startowy kierowcy Wynik uzyskany w pierwszej części kwalifikacji Wynik uzyskany w drugiej części kwalifikacji Wynik uzyskany w trzeciej części kwalifikacji Pozycja startowa po uwzględnięniu kar, przesunięć, itp. |                    |                      |          |          |          |         |

### Wyścig
Źródło: Wyprzedź Mnie!
| P                 | + / –     | Nr | Kierowca           | Konstruktor          | Okr. | Czas / Strata    | Komentarz        |
| ----------------- | --------- | -- | ------------------ | -------------------- | ---- | ---------------- | ---------------- |
| 1                 | 1         | 3  | Lewis Hamilton     | McLaren-Mercedes     | 60   | 1h37m30,334      |                  |
| 2                 | 2         | 5  | Fernando Alonso    | Ferrari              | 60   | +0:03,980        |                  |
| 3                 | 2         | 2  | Mark Webber        | Red Bull-Renault     | 60   | +0:09,788        |                  |
| 4                 | 1         | 1  | Sebastian Vettel   | Red Bull-Renault     | 60   | +0:47,921        |                  |
| 5                 | Bez zmian | 6  | Felipe Massa       | Ferrari              | 60   | +0:52,252        |                  |
| 6                 | 2         | 14 | Adrian Sutil       | Force India-Mercedes | 60   | +1:26,208        |                  |
| 7                 | 1         | 8  | Nico Rosberg       | Mercedes             | 59   | +1 okr.          |                  |
| 8                 | 2         | 7  | Michael Schumacher | Mercedes             | 59   | +1 okr. (09,934) |                  |
| 9                 | 8         | 16 | Kamui Kobayashi    | Sauber-Ferrari       | 59   | +1 okr. (08,854) |                  |
| 10                | 1         | 10 | Witalij Pietrow    | Renault              | 59   | +1 okr. (00,319) |                  |
| 11                | 4         | 17 | Sergio Pérez       | Sauber-Ferrari       | 59   | +1 okr. (13,351) |                  |
| 12                | 4         | 19 | Jaime Alguersuari  | Toro Rosso-Ferrari   | 59   | +1 okr. (06,060) |                  |
| 13                | 1         | 15 | Paul di Resta      | Force India-Mercedes | 59   | +1 okr. (00,469) |                  |
| 14                | 1         | 12 | Pastor Maldonado   | Williams-Cosworth    | 59   | +1 okr. (06,279) |                  |
| 15                | 9         | 18 | Sébastien Buemi    | Toro Rosso-Ferrari   | 59   | +1 okr. (31,475) |                  |
| 16                | 2         | 20 | Heikki Kovalainen  | Lotus-Renault        | 58   | +2 okr.          |                  |
| 17                | 2         | 24 | Timo Glock         | Virgin-Cosworth      | 57   | +3 okr.          |                  |
| 18                | 3         | 25 | Jérôme d’Ambrosio  | Virgin-Cosworth      | 57   | +3 okr. (10,330) |                  |
| 19                | 3         | 22 | Daniel Ricciardo   | HRT-Cosworth         | 57   | +3 okr. (26,059) |                  |
| 20                | Bez zmian | 21 | Karun Chandhok     | Lotus-Renault        | 56   | +4 okr.          |                  |
| Niesklasyfikowani |           |    |                    |                      |      |                  |                  |
|                   |           | 23 | Vitantonio Liuzzi  | HRT-Cosworth         | 37   |                  | elektryka        |
|                   |           | 4  | Jenson Button      | McLaren-Mercedes     | 35   |                  | hydraulika       |
|                   |           | 11 | Rubens Barrichello | Williams-Cosworth    | 16   |                  | wyciek oleju     |
|                   |           | 9  | Nick Heidfeld      | Renault              | 9    |                  | kolizja z Buemim |
| P                 | + / –     | Nr | Kierowca           | Konstruktor          | Okr. | Czas / Strata    | Komentarz        |

### Najszybsze okrążenie
Źródło: Wyprzedź Mnie!
| Nr | Kierowca       | Konstruktor      | Czas     | Okr. |
| -- | -------------- | ---------------- | -------- | ---- |
| 3  | Lewis Hamilton | McLaren-Mercedes | 1:34,302 | 59   |

## Prowadzenie w wyścigu
| Nr                              | Kierowca        | Okrążenia                        | Suma |
| ------------------------------- | --------------- | -------------------------------- | ---- |
| 3                               | Lewis Hamilton  | 1-11, 12-16, 29-30, 32-50, 56-60 | 38   |
| 2                               | Mark Webber     | 11-12, 16-29, 53-56              | 17   |
| 5                               | Fernando Alonso | 30-32, 50-53                     | 5    |
| \| Wykres \| \| ------ \| \| \| |                 |                                  |      |
| Wykres                          |                 |                                  |      |
|                                 |                 |                                  |      |

## Klasyfikacja po wyścigu

### Kierowcy
| P  | +/− | Kierowca           | Starty | Punkty | P1 | P2 | P3 | PP | NO | NS |
| -- | --- | ------------------ | ------ | ------ | -- | -- | -- | -- | -- | -- |
| 1  | 0   | Sebastian Vettel   | 10     | 216    | 6  | 3  | –  | 7  | 1  | –  |
| 2  | 0   | Mark Webber        | 10     | 139    | –  | 1  | 5  | 3  | 4  | –  |
| 3  | +1  | Lewis Hamilton     | 10     | 134    | 2  | 2  | –  | –  | 2  | 1  |
| 4  | −1  | Fernando Alonso    | 10     | 130    | 1  | 3  | 1  | –  | 1  | 1  |
| 5  | 0   | Jenson Button      | 10     | 109    | 1  | 1  | 2  | –  | 1  | 2  |
| 6  | 0   | Felipe Massa       | 10     | 62     | –  | –  | –  | –  | 1  | 2  |
| 7  | 0   | Nico Rosberg       | 10     | 46     | –  | –  | –  | –  | –  | 1  |
| 8  | 0   | Nick Heidfeld      | 10     | 34     | –  | –  | 1  | –  | –  | 2  |
| 9  | 0   | Witalij Pietrow    | 10     | 32     | –  | –  | 1  | –  | –  | 1  |
| 10 | 0   | Michael Schumacher | 10     | 32     | –  | –  | –  | –  | –  | 2  |
| 11 | 0   | Kamui Kobayashi    | 10     | 27     | –  | –  | –  | –  | –  | 2  |
| 12 | 0   | Adrian Sutil       | 10     | 18     | –  | –  | –  | –  | –  | 1  |
| 13 | 0   | Jaime Alguersuari  | 10     | 9      | –  | –  | –  | –  | –  | 2  |
| 14 | 0   | Sergio Pérez       | 8      | 8      | –  | –  | –  | –  | –  | 2  |
| 15 | 0   | Sébastien Buemi    | 10     | 8      | –  | –  | –  | –  | –  | 1  |
| 16 | 0   | Rubens Barrichello | 10     | 4      | –  | –  | –  | –  | –  | 3  |
| 17 | 0   | Paul di Resta      | 10     | 2      | –  | –  | –  | –  | –  | 1  |
| 18 | 0   | Pedro de la Rosa   | 1      | 0      | –  | –  | –  | –  | –  | –  |
| 19 | 0   | Jarno Trulli       | 9      | 0      | –  | –  | –  | –  | –  | 2  |
| 20 | 0   | Vitantonio Liuzzi  | 9      | 0      | –  | –  | –  | –  | –  | 3  |
| 21 | +2  | Pastor Maldonado   | 10     | 0      | –  | –  | –  | –  | –  | 2  |
| 22 | −1  | Jérôme d’Ambrosio  | 10     | 0      | –  | –  | –  | –  | –  | 2  |
| 23 | −1  | Heikki Kovalainen  | 10     | 0      | –  | –  | –  | –  | –  | 4  |
| 24 | 0   | Timo Glock         | 9      | 0      | –  | –  | –  | –  | –  | 2  |
| 25 | 0   | Narain Karthikeyan | 7      | 0      | –  | –  | –  | –  | –  | 1  |
| 26 | 0   | Daniel Ricciardo   | 2      | 0      | –  | –  | –  | –  | –  | –  |
| 27 | N   | Karun Chandhok     | 1      | 0      | –  | –  | –  | –  | –  | –  |
| P  | +/− | Kierowca           | Starty | Punkty | P1 | P2 | P3 | PP | NO | NS |

### Konstruktorzy
| P  | +/− | Konstruktor          | Starty | Punkty | P1 | P2 | P3 | PP | NO | NS |
| -- | --- | -------------------- | ------ | ------ | -- | -- | -- | -- | -- | -- |
| 1  | 0   | Red Bull-Renault     | 20     | 355    | 6  | 4  | 5  | 10 | 5  | –  |
| 2  | 0   | McLaren-Mercedes     | 20     | 243    | 3  | 3  | 2  | –  | 3  | 3  |
| 3  | 0   | Ferrari              | 20     | 192    | 1  | 3  | 1  | –  | 2  | 3  |
| 4  | 0   | Mercedes             | 20     | 78     | –  | –  | –  | –  | –  | 3  |
| 5  | 0   | Renault              | 20     | 66     | –  | –  | 2  | –  | –  | 3  |
| 6  | 0   | Sauber-Ferrari       | 19     | 35     | –  | –  | –  | –  | –  | 3  |
| 7  | +1  | Force India-Mercedes | 20     | 20     | –  | –  | –  | –  | –  | 2  |
| 8  | −1  | Toro Rosso-Ferrari   | 20     | 17     | –  | –  | –  | –  | –  | 3  |
| 9  | 0   | Williams-Cosworth    | 20     | 4      | –  | –  | –  | –  | –  | 6  |
| 10 | 0   | Lotus-Renault        | 20     | 0      | –  | –  | –  | –  | –  | 6  |
| 11 | 0   | HRT-Cosworth         | 18     | 0      | –  | –  | –  | –  | –  | 4  |
| 12 | 0   | Virgin-Cosworth      | 19     | 0      | –  | –  | –  | –  | –  | 2  |
| P  | +/− | Konstruktor          | Starty | Punkty | P1 | P2 | P3 | PP | NO | NS |